# Маргарет, 1-а герцогиня Норфолк
Маргарет Норфолкська (англ. Margaret of Norfolk), також Маргарет Бразертон (англ. Margaret Brotherton; близько 1320 — 24 березня 1399) — англійська аристократка, старша дочка Томаса Бразертона, 1-го графа Норфолка, і онука короля Едуарда I, графиня і герцогиня Норфолк. Маргарет була першою англійкою, яка носила герцогський титул у власному праві. Життя Маргарет історики вважають яскравим прикладом того, який вплив на долю своїх родичів може мати довго живуча вдова.

## Життєпис
Маргарет Норфолкська народилася приблизно в 1320 році в родині Томаса Бразертона, графа Норфолка, та його першої дружини Еліс Гейлз. Дівчинка належала до династії Плантагенетів; по батькові вона припадала онукою англійському королю Едуарду I і його другої дружини Маргарити Французької, завдяки якій також була праонукою французького короля Філіпа III Сміливого. Крім самої Маргарет в сім'ї були син Едуард і дочка Еліс. Мати дівчинки померла приблизно в 1330 році, коли Маргарет було близько десяти років. У 1335 році Томас Бразертон одружився вдруге, на Мері де Брюес, вдові лорда Кобема. У другому шлюбі у батька Маргарет дітей не було.
Єдиний брат Маргарет, Едуард, помер бездітним в 1334 році, а її батько помер у 1338 році. Маргарет і її молодша сестра стали спадкоємицями батька: Маргарет успадкувала титул батька і більшу частину володінь, включаючи частину маєтку Бразертон; за наказом короля Едуарда III в березні 1339 Еліс і її чоловіку Едуарду Монтегю, барону Монтегю були виділені землі з відумерлої спадщини.
У 1335 році, у віці близько п'ятнадцяти років, Маргарет вийшла заміж за Джона Сегрейва, 4-го барона Сегрейв. Проживши в шлюбі 15 років і народивши від чоловіка чотирьох дітей, в 1350 році Маргарет зажадала розлучення на тій підставі, що договір про шлюб (заручення) був укладений до того, як вона вступила у вік згоди, і що вона ніколи не бажала жити з Сегрейвом. Вона навіть зібралася особисто вирушити на континент за папським дозволом, але її двоюрідний брат король Едуард III заборонив їй залишати Англію.
Наступного року Едуард III звинуватив Маргарет у порушенні його заборони й таємному переправленні до Франції. Розслідування цього інциденту показало, що Маргарет особисто вирушила до Риму: вона незаконно перетнула Ла-Манш і була зустрінута слугою свого майбутнього чоловіка, сера Уолтера Менні, який розбив ліхтар, щоб вона могла висадитися непоміченою, і виступив в ролі опікуна під час її перебування у Франції. Зрештою справа Маргарет надійшла на розгляд до представника Святого Престолу в Пуатьє, але ще до винесення рішення барон Сегрейв помер (1353 рік). Незабаром, до 30 травня 1354 року, Маргарет вийшла заміж за Менні без дозволу короля, що призвело до конфіскації її володінь. Сама Маргарет була поміщена під варту в замок Сомертон в Лінкольнширі. Невідомо, як довго вона була обмежена в правах, але 30 травня 1354 року Маргарет і її чоловікові були повернуті всі володіння, а 6 червня 1354 року вони були викликані до короля для давання пояснень. Маргарет і Уолтер Менні були одружені 18 років і мали трьох дітей; потім у січні 1372 Маргарет овдовіла.
Після смерті другого чоловіка Маргарет в основному займалася управлінням своїх володінь і володінь Сегрейвів. Крім того, під час малолітства Джона Гастінгса, 3-го графа Пембрука, сина її дочки Анни, Маргарет управляла деякими маєтками графів Пембрук. З урахуванням величезних володінь, що дісталися їй від батька, а також великого прибутку Уолтера Менні від війни, Маргарет була досить багата. А до 1382 року Маргарет ще й об'єднала у своїх руках всі батьківські володіння, оскільки її племінниця Еліс дітей не залишила.
Маргарет була гарним правителем, хоча іноді у неї виникали проблеми через розкиданість володінь. У 1371 році, коли король поскаржився на те, що вона нехтує обороною своїх ірландських земель, Маргарет передала управління ними своєму зятю, Джону Гастінгсу, 2-му графу Пембруку. У 1372 році вона так само вчинила з Чепстоу. Але після смерті в 1375 році Джона їй довелося відновити контроль над цими володіннями. У 1377 році Маргарет було наказано охороняти замок Чепстоу, а в 1388 році вона згадала про те, що зобов'язана захищати замок Пембрук. У 1373—1390 роках їй доводилося відповідати за напади на її майно. Крім того, в 1370 році були часті скарги на те, що вона не платила ануїтет з керованих нею володінь Гастінгсів. У 1399 році душоприказники Маргарет отримали право стягувати гроші з її маєтків, щоб платити слугам, і в 1400 році в якості компенсації за утиски графині її підлеглим було виплачено 200 фунтів.
У Маргарет було загострена зарозумілість. Вона була спадкоємицею посади маршала Англії. Хоча її посідали інші люди, але в 1370 році корона зверталася до неї як до Маргарет Маршал. У 1377 році вона безуспішно намагалася затвердити за собою право виконувати церемоніальні обов'язки маршала на коронації Річарда II. У 1382 році вона вимагала від короля виплатити їй 300 марок, які король Едуард I обіцяв її батькові, а також борг Едуарда II. Крім того, вона зажадала собі манор Гемпстед Маршал, власники якого здавна обіймати посаду маршала, і на яке вона претендувала з 1347 року. Жодна з вимог Маргарет задоволена не була.
Відразу після вступу в право успадкування володіннями батька Маргарет стверджувала, що є графинею Норфолк у своєму власному праві, хоча жоден з її чоловіків не носив титул графа Норфолка. Але про те, що цей титул за нею визнавався короною, свідчить піднесення її титулу до герцогського: 29 вересня 1397 Маргарет отримала довічний титул герцогині Норфолкської; втім, того ж дня титули графа і герцога Норфолка отримав і Томас Моубрей, син Елізабет Сегрейв — її дочки від першого шлюбу.
Судячи зі збережених документів, Маргарет вела досить марнотратний спосіб життя. Її річний дохід в 1390-і роки становив майже 3 тисячі фунтів, хоча, на відміну від деяких багатих вдів цього часу, Маргарет не була покровителем церкви. Однак вона зробила велику пожертву в 350 марок на нові хори Церкви Грейфрайерз у Лондоні, де вона хотіла бути похована.
Маргарет померла 24 березня 1399 і була похована в хорі церкви Грейфрайерз в Лондоні. Її спадкоємцем був онук, Томас Моубрей, який до того моменту перебував у вигнанні. Хоча Маргарет і заповіла Томасу свої великі володіння, через 4 дні цей заповіт скасував король Річард II, в руках якого знаходилися спадок Маргарет. Томас так і помер за межами Англії, а після повалення Річарда II новий король, Генріх IV, повернув володіння і титул графа Норфолка старшому синові Томаса.

## В художній літературі
Маргарет стала одним з персонажів незакінченого роману Джорджетт Геєр My Lord John.

## Сім'я
Від першого шлюбу з Джоном де Сегрейвом, 4-м бароном Сегрейвом, народилися четверо дітей:
- Джон (помер в дитинстві)
- Джон (помер до 1 квітня 1353 року) — був заручений з Бланкою Ланкастерською, молодшою донькою Генрі Гросмонта, однак заручини були розірвані й Бланка вийшла заміж за Джона Гонта. Приблизно в 1349 році Джон одружився з Бланкою Моубрей, старшою дочкою Джона Моубрея, 3-го барона Моубрея, і Джоан Ланкастерської. Дітей не мав.
- Елізабет (25 жовтня 1338-до 1368) — баронеса Сегрейв у власному праві. Була одружена з Джоном Моубреєм, 4-м бароном Моубреєм, чиєю сестрою була Бланка, дружина старшого брата Елізабет. У шлюбі Елізабет народила двох синів і трьох дочок; другий син Елізабет, Томас, успадкував титули та володіння матері й батька, а також отримав титули, які були створені для його бабки Маргарет.
- Маргарет (померла в дитинстві до 1353 року)

Від другого шлюбу з Уолтером Менні, 1-м бароном Менні, народилися троє дітей:
- Томас — потонув у колодязі в Детфорді у віці десяти років.
- Анна (24 липня 1355 — 3 квітня 1384) — баронеса Менні у власному праві. Була одружена з Джоном Гастінгсом, 2-м графом Пембрука, від якого народила сина Джона, який успадкував титули та володіння матері й батька.
- Ізабела (народилася до 1353 року, померла до 1371 року)